# 标致408
标致408（Peugeot 408）是中法合資汽車製造商东风标致于2010年起推出的汽車（Compact Car）车系，於1月25日在北京車展上首次亮相。同年4月8日开始在中国市场销售。目前正在销售的是其第二代产品。
虽然该车系名为“标致408”，但并非标致407的继任者，而是标致308的加长轴距版轿车。该车系主要针对中国这样的新兴市场国家，并且不會進軍欧洲。在欧洲市场，标致407的继任者为标致508。

## 第一代 (T7; 2010-2013)
408经由PSA在阿根廷设立的Usine PSA de Buenos Aires公司进入南美市场，并参加了10月份举办的2010年度的圣保罗汽车展。马来西亚制造商NAZA集团宣布，408将于2010年底进入东南亚市场。

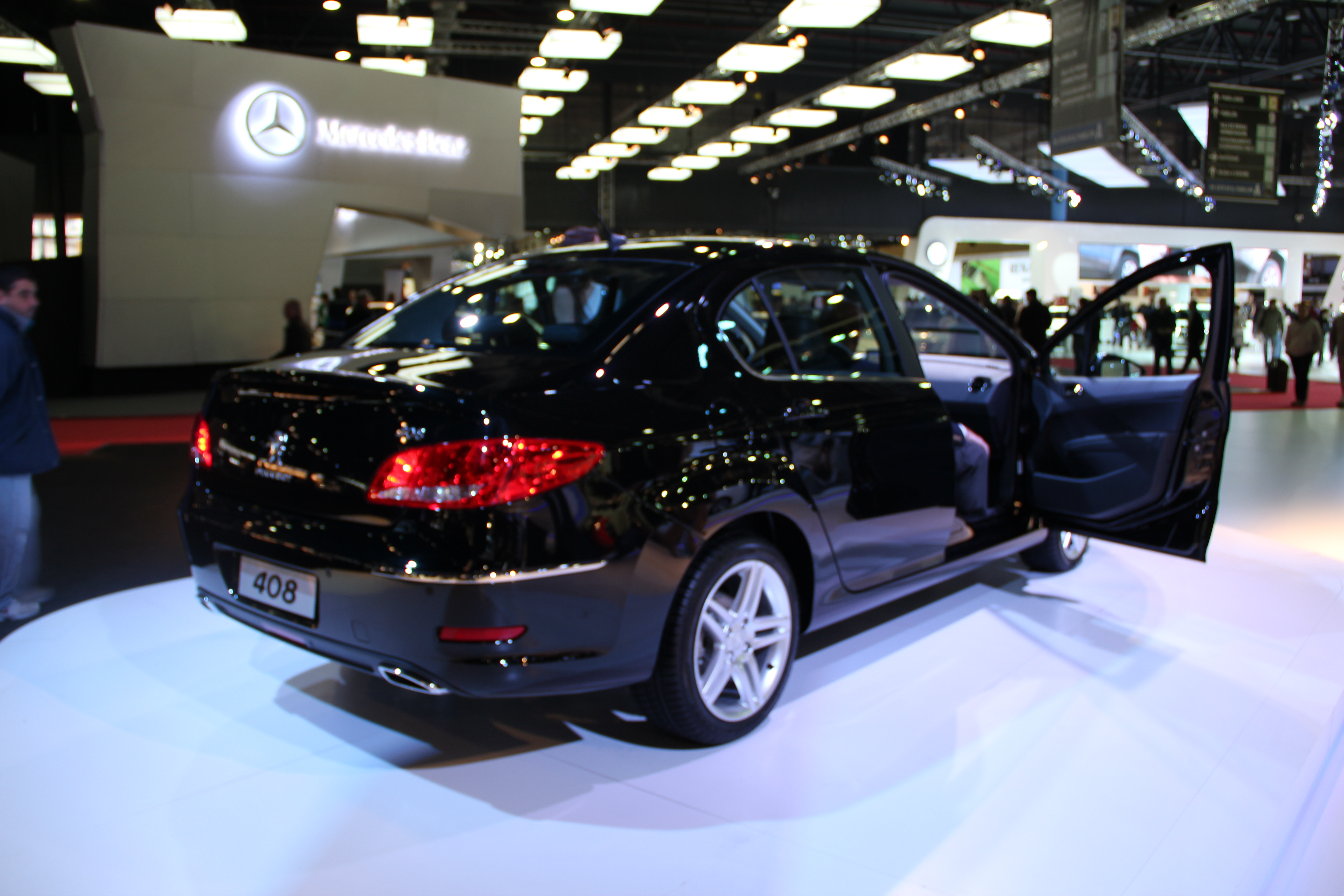
2011布宜诺斯艾利斯车展上的标致408运动版
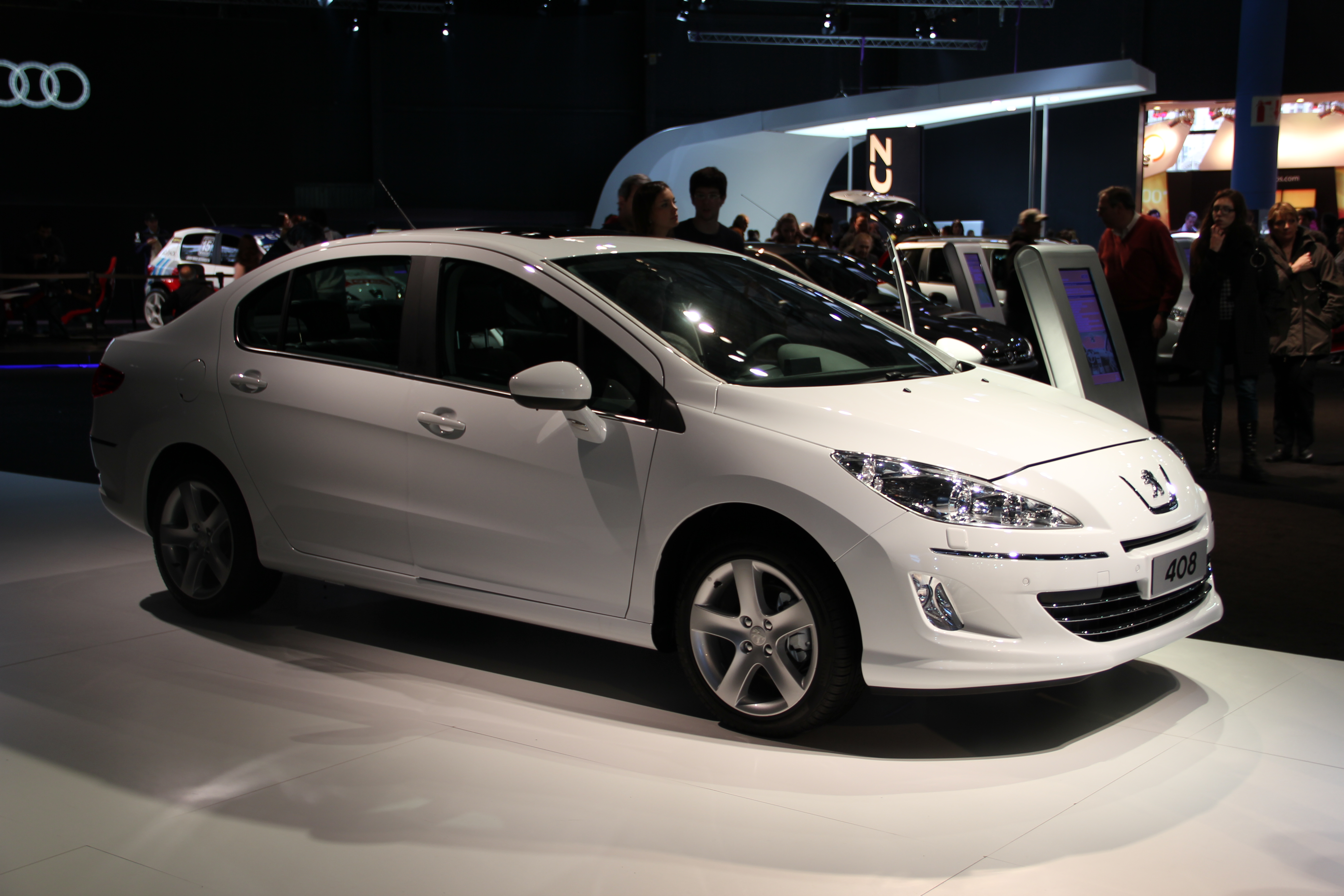
2011布宜诺斯艾利斯车展上的标致408
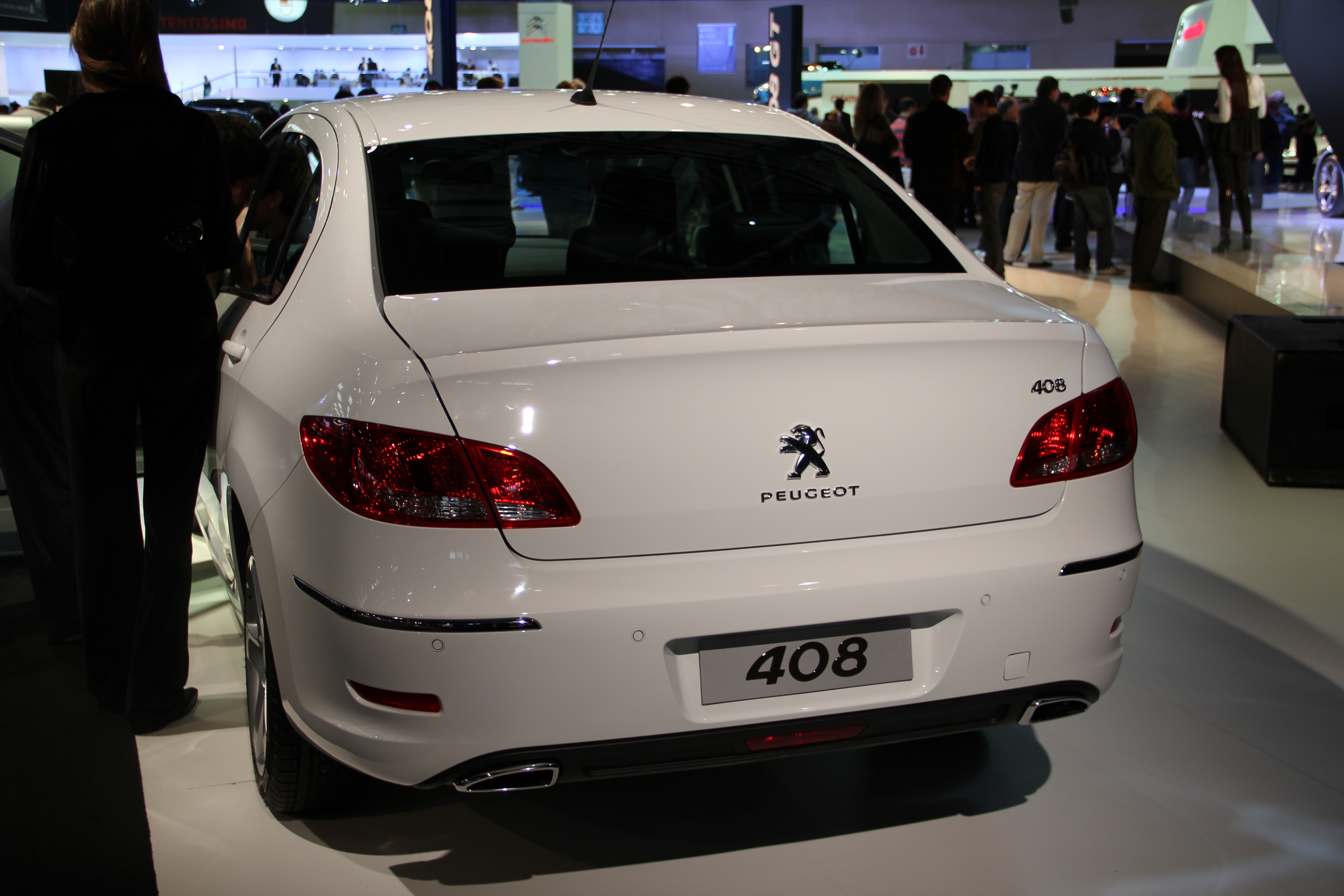
2011布宜诺斯艾利斯车展上的标致408
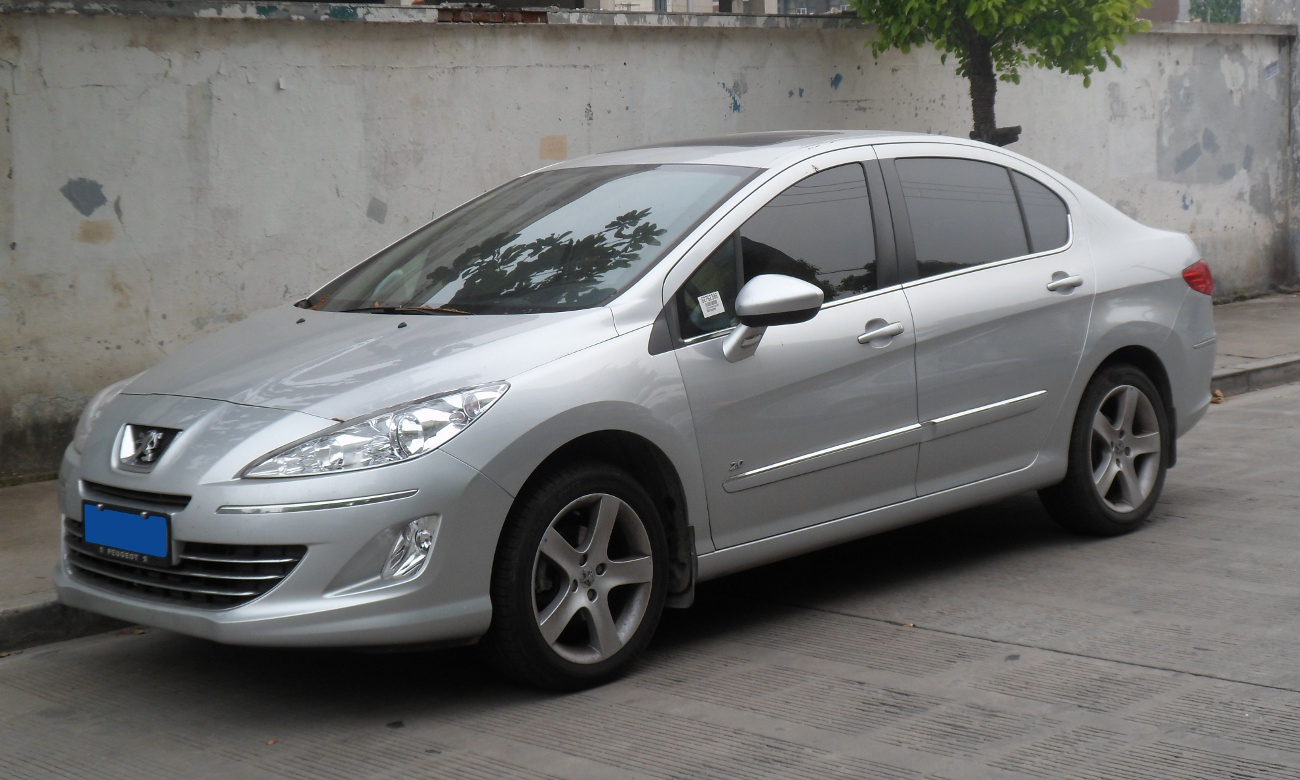
标致408

## 第二代 (T9; 2014)
第二代标致408是以第二代308技术为基础，针对中国市场专门开发的新版本，在2014年4月的北京车展（中国汽车）首次发布。其设计遵从第二代308的设计，基于EMP2平台开发。由308 SW旅行车衍生而来，轴距大于11英寸的轿车。 408的70％部件与在欧洲销售的308相同。标致标识被安装在进气栏的中间位置。 
第二代408车身尺寸已可以与508媲美。

## 相关资料
1. ↑  . Peugeot. 2010-01-25  [2010-04-13]. （原始内容存档于2012-03-04）.
2. ↑  . Peugeot. 2010-04-09  [2010-04-13]. （原始内容存档于2012-05-03）.
3. ↑  Peugeot 408: Official pictures and details of the 308 sedan for China 的存檔，存档日期2011-07-07. - Autocarbe, 26 Jan 2010
4. ↑  Commercial launch of the Peugeot 408 in China （页面存档备份，存于） - Peugeot Press Release, 8 Apr 2010
5. ↑  Turbo.fr (编). . 2010-08-23  [2010-08-25]. （原始内容存档于2016-03-03）.
6. ↑  Boursier.com (编). . 2010-12-06  [2011-03-04]. （原始内容存档于2011-01-02）.
7. ↑  . 道路機動車生產企業及產品公告信息. 2022-11-09  [2023-12-19]. （原始内容存档于2023-12-19）.
8. ↑  .   [2014-09-04]. （原始内容存档于2014-09-27）.
9. ↑  Alain-Gabriel Verdevoye. latribune.fr , 编. . 2014-01-21  [2014-04-12]. （原始内容存档于2016-09-14）.
10. ↑  .   [2014-09-04]. （原始内容存档于2016-08-16）.
11. ↑  .   [2014-09-04]. （原始内容存档于2017-04-30）.